# Ateisme agnòstic

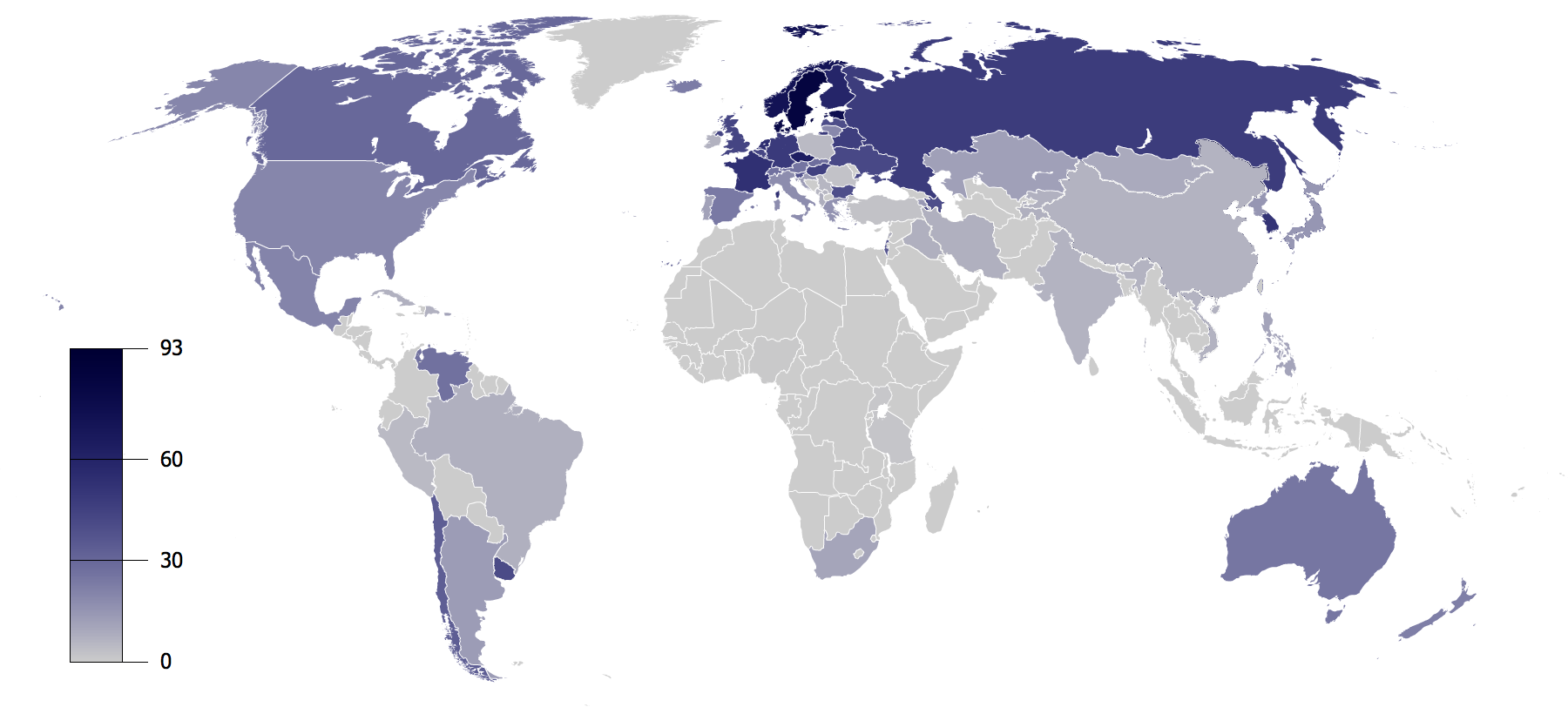
Fracció dels ateus i agnòstics en diferents països. Els valors de la Xina, Cuba i Corea del Nord han de esser vistos amb escepticisme, ja que hi ha relativament poques dades disponibles en aquests països.

L'ateisme agnòstic, també anomenat agnosticisme ateu, combina l'ateisme i l'agnosticisme. Els ateus agnòstics són ateus perquè no tenen creença en l'existència de cap déu, i agnòstics perquè no tenen la pretensió de saber que un déu no existeix. L'ateu agnòstic contrasta amb el teista agnòstic que creu que un o diversos déus existeixen, però no pretén afirmar tenir coneixement de la seva existència.
Els individus que s'identifiquen com ateus agnòstics poden justificar la seva posició amb referència a l'epistemologia, la teoria de la justificació o la navalla d'Occam.

## Història
Una de les primeres definicions d'ateisme agnòstic és la de Robert Flint, publicada el 1903 a Agnosticism: The croall lecture, 1887–1888:
L'ateu però, pot ser, i no poques vegades, un agnòstic. Hi ha un ateisme agnòstic o agnosticisme ateu, i la combinació d'ateisme amb agnosticisme que pot ser anomenada així no és un cas poc comú.
Si un home no ha pogut trobar cap bona raó per creure que hi ha un Déu, és perfectament natural i racional que no ha de creure que hi ha un Déu, i si és així, és un ateu ... si es va més enllà, i, després d'una investigació sobre la naturalesa i l'abast del coneixement humà, acaba amb la conclusió que l'existència de Déu manca de cap prova, deixar de creure-hi, basant-se en el fet que no pot saber que és cert, és un agnòstic i també un ateu - agnòstic-ateu - un ateu, ja que un agnòstic ... mentre que, per tant, és erroni identificar agnosticisme i ateisme, és igualment erroni separar-los com si un fos excloent de l'altre.